# Zellenberg
Zellenberg est une commune française située dans la circonscription administrative du Haut-Rhin et, depuis le 1er janvier 2021, dans le territoire de la Collectivité européenne d'Alsace, en région Grand Est.
Cette commune se trouve dans la région historique et culturelle d'Alsace.
Ses habitants sont appelés les Zellenbergeois.
Le patrimoine culturel du village se développe majoritairement grâce au flux touristique apporté par la ligne d’autocars 106 proposée par la compagnie Royer Voyage. Elle dessert notamment les arrêts « Place de la Mairie » et « Chez Béné ».

## Géographie
à 2 km de Riquewihr, Zellenberg est situé sur une colline à 285 mètres d'altitude en plein vignoble. Réputé pour la qualité de ses vins, il peut être rejoint en prenant la RN 83.
En venant de Colmar, il faut prendre la route de Houssen par la D 3 puis traverser le village d'Ostheim. À proximité de Beblenheim, continuer sur la D 5 direction Zellenberg. En sens inverse, depuis Strasbourg, prendre l'A35 direction Ostheim puis rejoindre Beblenheim et Zellenberg.
Zellenberg fait partie du canton de Sainte-Marie-aux-Mines et de l'arrondissement de Colmar-Ribeauvillé.
C'est une des 188 communes du parc naturel régional des Ballons des Vosges.
| Hunawihr  | Ribeauvillé | Guémar  |
|           | Zellenberg  | Ostheim |
| Riquewihr | Beblenheim  |         |

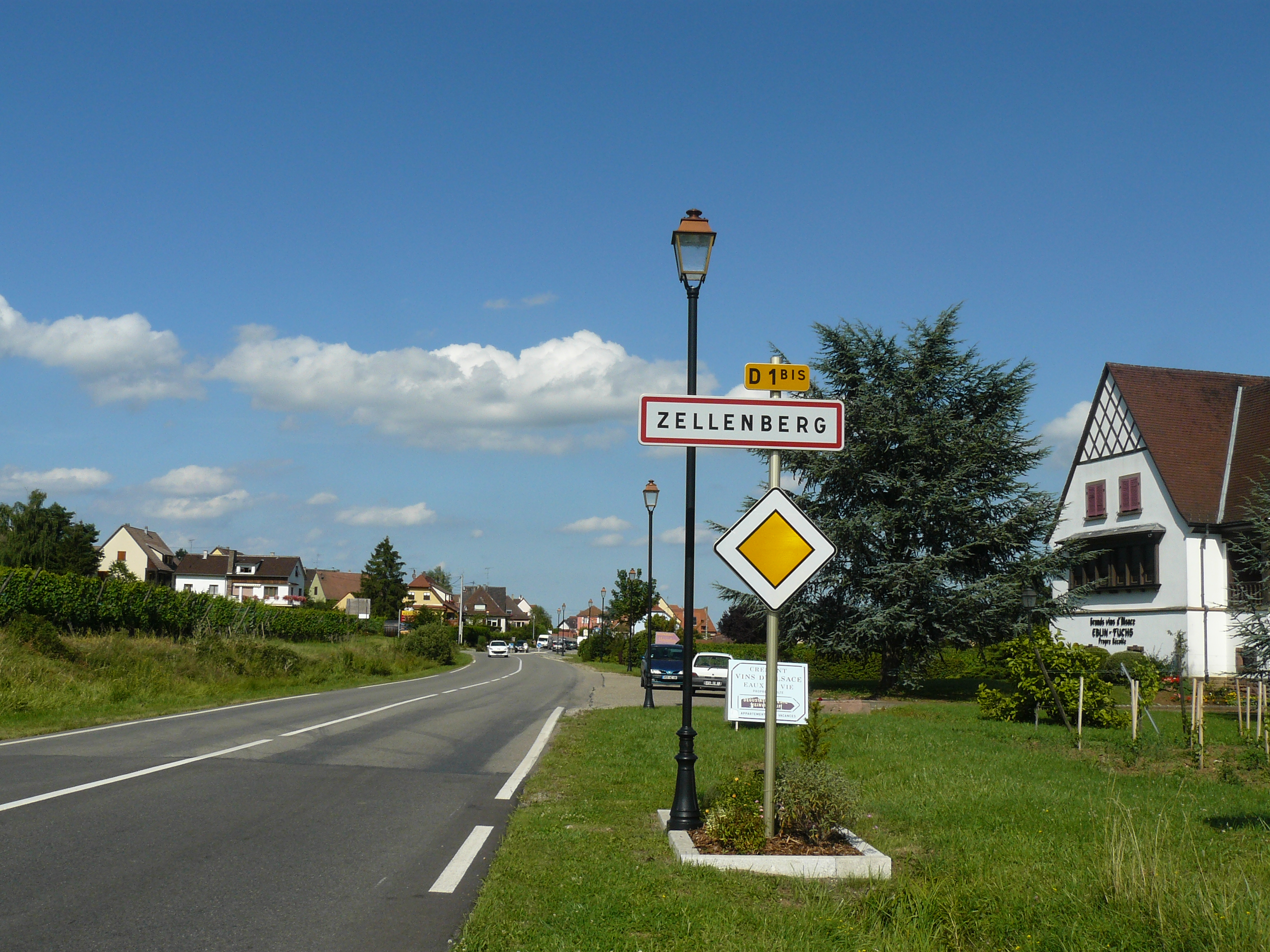
L'entrée nord du village de Zellenberg.
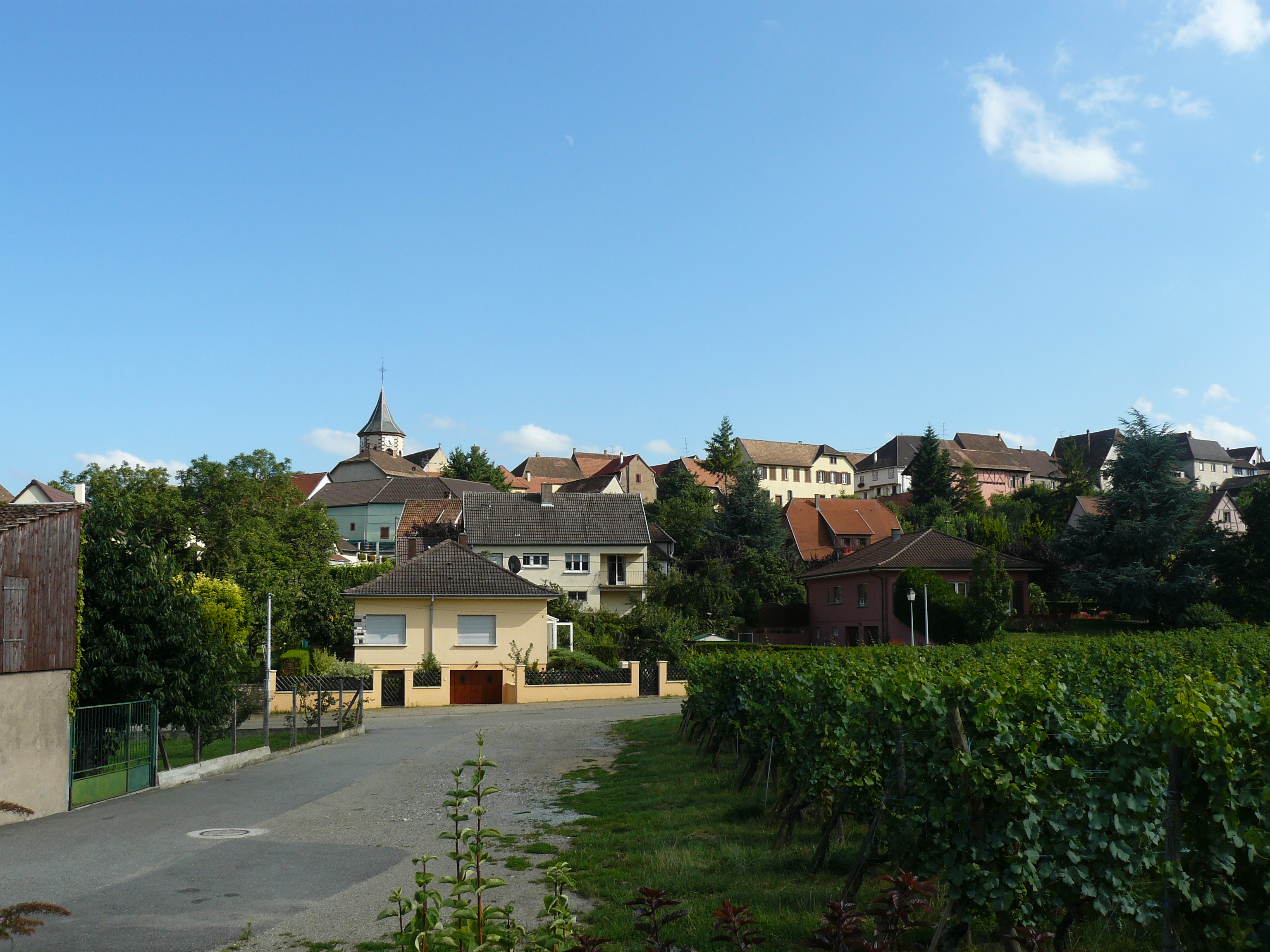
Le village de Zellenberg pris depuis la route des vins.
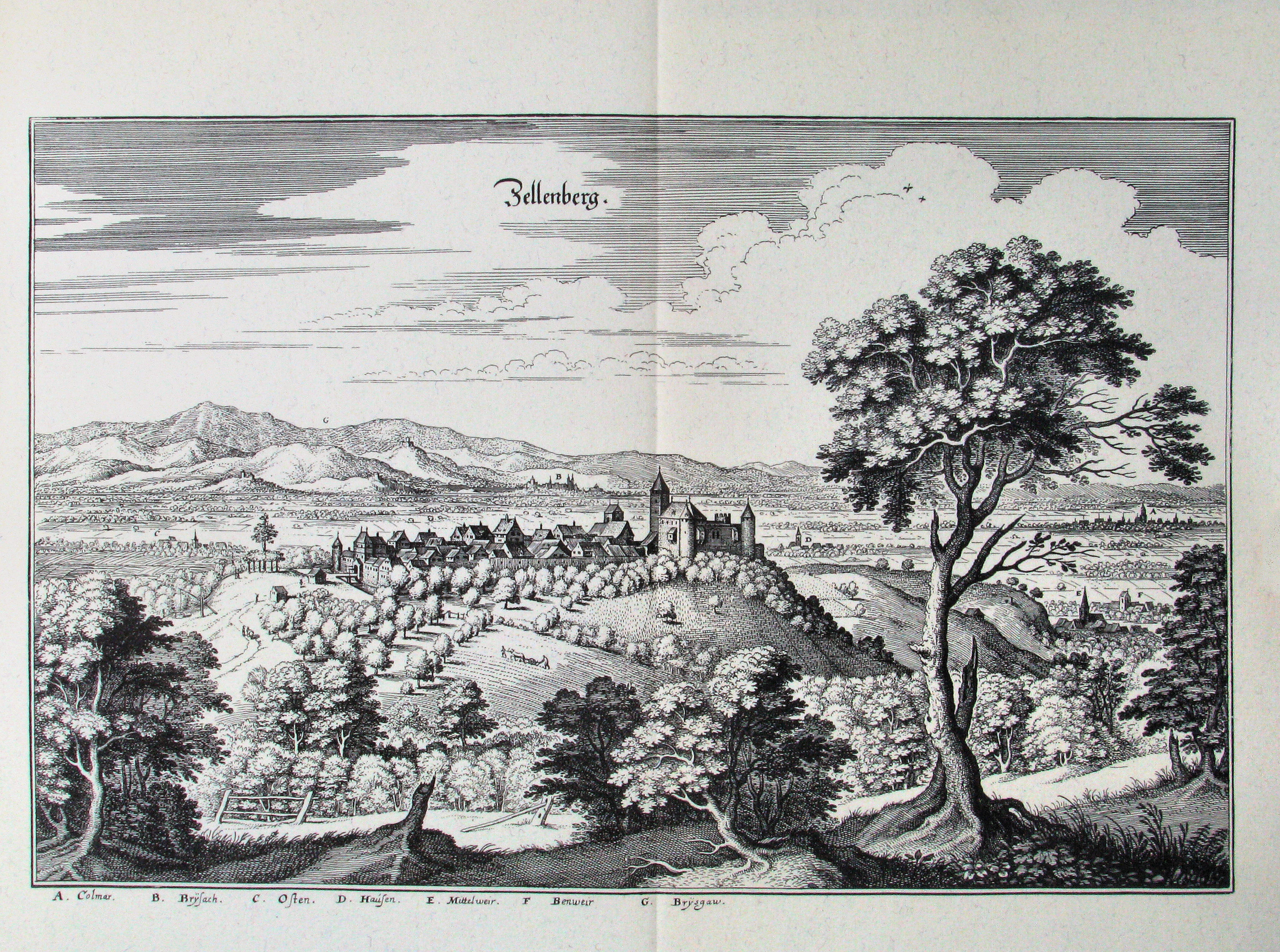
Le château de Zellenberg d'après une gravure de Matthäus Merian en 1663.
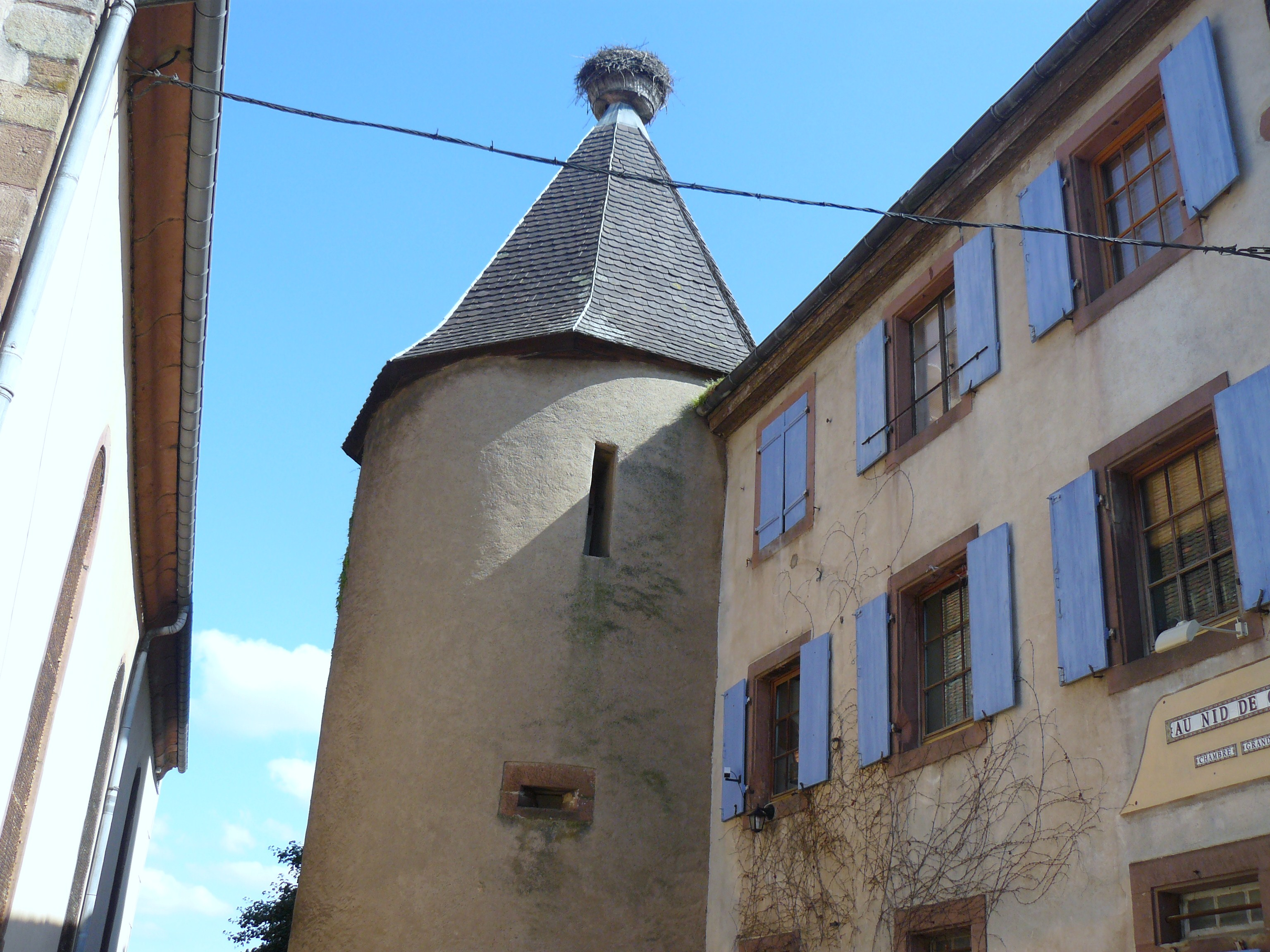
Tour d'angle nord-est du mur d'enceinte avec nid de cigogne.
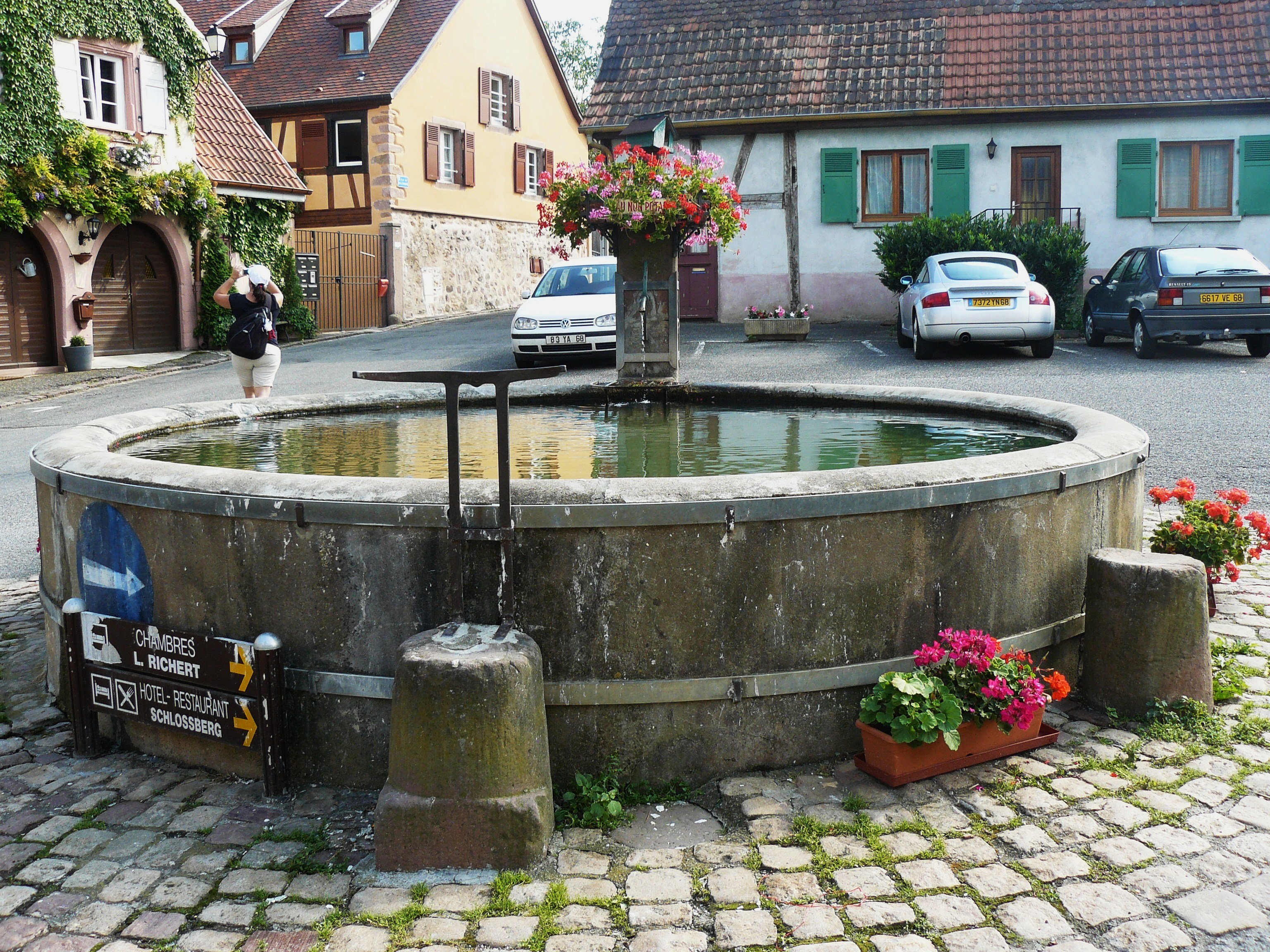
Ancienne fontaine du XIXe siècle.
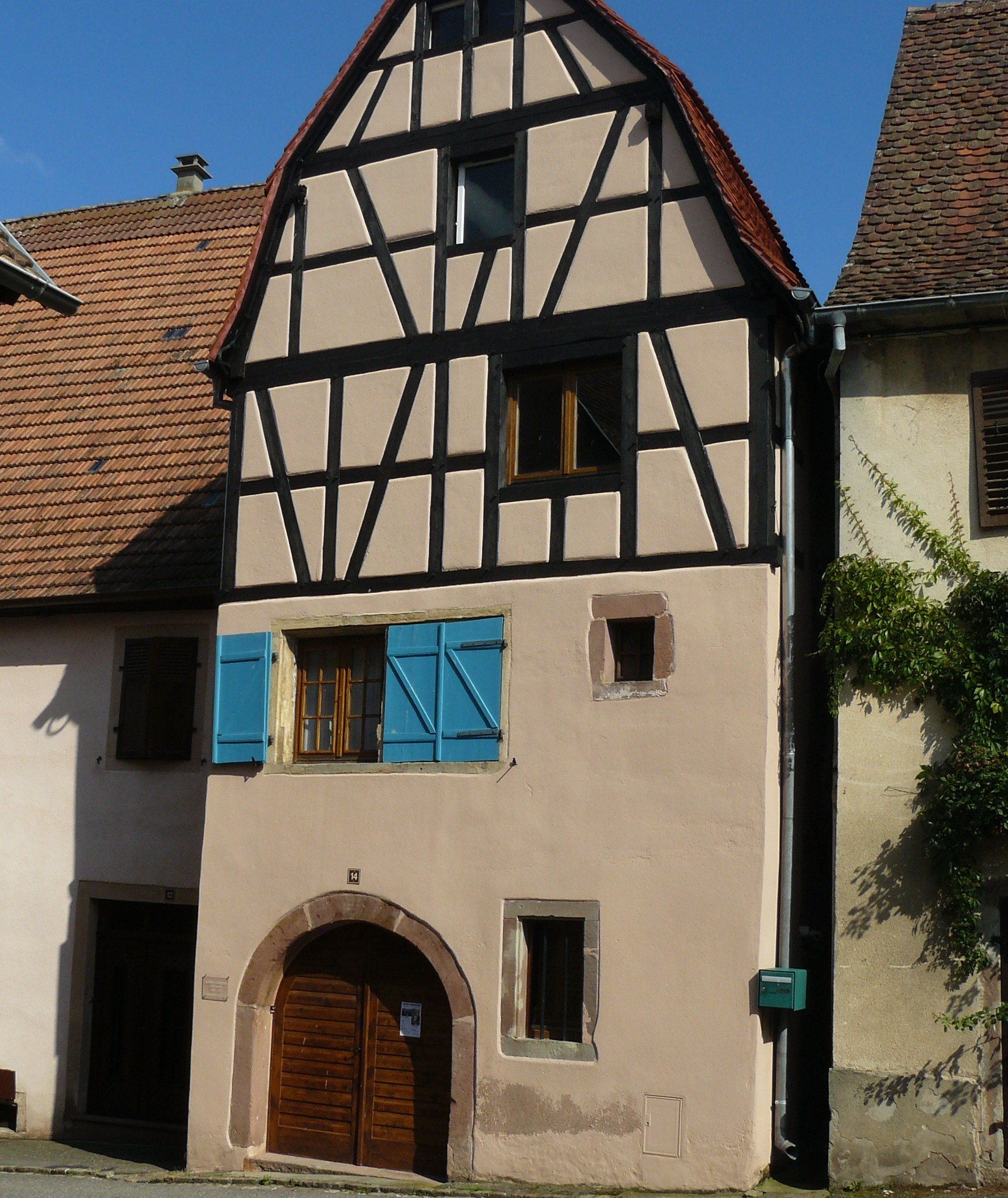
Ancien fournil communal (1490).Village sur la route des vins d'Alsace.

### Toponymie
- Cellamberch, 1120 ;
- Cellisberch, 1287.

### Hydrographie

#### Réseau hydrographique
La commune est dans le bassin versant du Rhin au sein du bassin Rhin-Meuse. Elle est drainée par le Sambach, le Strengbach et le ruisseau l'Altenbach,,.
Le Sambach, d'une longueur de 11 km, prend sa source dans la commune de Riquewihr et se jette  dans la Fecht à Ostheim, après avoir traversé six communes. 

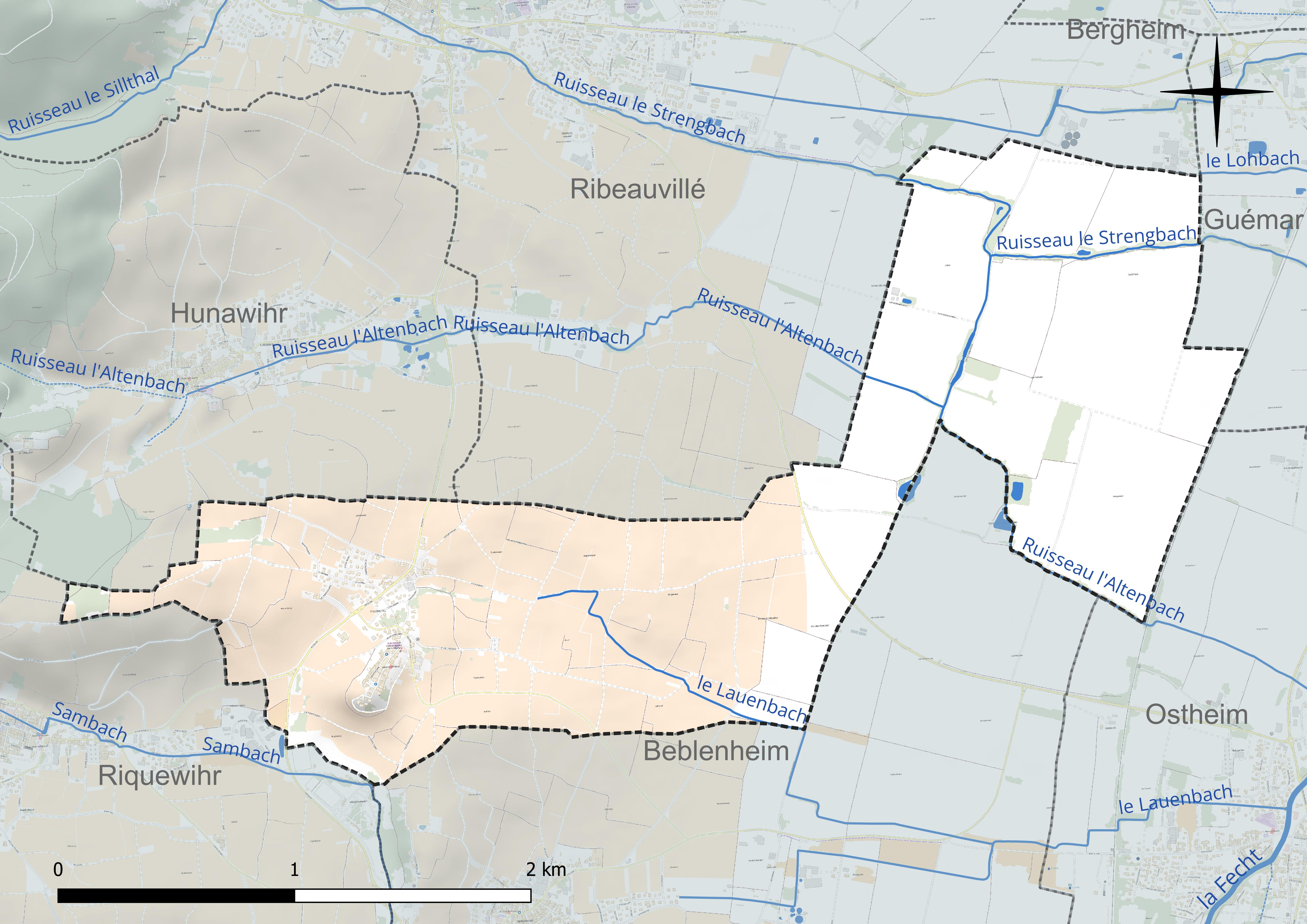
Réseau hydrographique de Zellenberg.

Le Strengbach, d'une longueur de 17 km, prend sa source dans la commune de Aubure et se jette  dans la Fecht à Guémar, après avoir traversé cinq communes. 

#### Gestion et qualité des eaux
Le territoire communal est couvert par le schéma d'aménagement et de gestion des eaux (SAGE) « Ill Nappe Rhin ». Ce document de planification concerne la nappe phréatique rhénane, les cours d'eau de la plaine d'Alsace et du piémont oriental du Sundgau, les canaux situés entre l'Ill et le Rhin et les zones humides de la plaine d'Alsace. Le périmètre s’étend sur 3 596 km2. Il a été approuvé le 17 janvier 2005. La structure porteuse de l'élaboration et de la mise en œuvre est la région Grand Est. 
La qualité des cours d’eau peut être consultée sur un site dédié géré par les agences de l’eau et l’Agence française pour la biodiversité. 

### Climat
Pour des articles plus généraux, voir Climat du Grand Est et Climat du Haut-Rhin.
En 2010, le climat de la commune est de type climat des marges montargnardes, selon une étude du Centre national de la recherche scientifique s'appuyant sur une série de données couvrant la période 1971-2000. En 2020, Météo-France publie une typologie des climats de la France métropolitaine dans laquelle la commune est exposée à un climat semi-continental et est dans une zone de transition entre les régions climatiques « Vosges » et « Alsace ». 
Pour la période 1971-2000, la température annuelle moyenne est de 10,3 °C, avec une amplitude thermique annuelle de 17,5 °C. Le cumul annuel moyen de précipitations est de 661 mm, avec 9,2 jours de précipitations en janvier et 9,2 jours en juillet. Pour la période 1991-2020, la température moyenne annuelle observée sur la station météorologique de Météo-France la plus proche, « Ribeau. - Verre », sur la commune de Ribeauvillé à 3 km à vol d'oiseau, est de 10,3 °C et le cumul annuel moyen de précipitations est de 994,9 mm. 
La température maximale relevée sur cette station est de 36,2 °C, atteinte le 25 juillet 2019 ; la température minimale est de −18,8 °C, atteinte le 20 décembre 2009,,. 
Les paramètres climatiques de la commune ont été estimés pour le milieu du siècle (2041-2070) selon différents scénarios d'émission de gaz à effet de serre à partir des nouvelles projections climatiques de référence DRIAS-2020. Ils sont consultables sur un site dédié publié par Météo-France en novembre 2022.

## Urbanisme

### Typologie
Au 1er janvier 2024, Zellenberg est catégorisée petite ville, selon la nouvelle grille communale de densité à sept niveaux définie par l'Insee en 2022.
Elle est située hors unité urbaine. Par ailleurs la commune fait partie de l'aire d'attraction de Colmar, dont elle est une commune de la couronne,. Cette aire, qui regroupe 95 communes, est catégorisée dans les aires de 50 000 à moins de 200 000 habitants,.

### Occupation des sols
L'occupation des sols de la commune, telle qu'elle ressort de la base de données européenne d’occupation biophysique des sols Corine Land Cover (CLC), est marquée par l'importance des territoires agricoles (94,5 % en 2018), une proportion sensiblement équivalente à celle de 1990 (94,4 %). La répartition détaillée en 2018 est la suivante : 
terres arables (45,4 %), cultures permanentes (43,7 %), zones agricoles hétérogènes (5,4 %), zones urbanisées (5,1 %), forêts (0,4 %). L'évolution de l’occupation des sols de la commune et de ses infrastructures peut être observée sur les différentes représentations cartographiques du territoire : la carte de Cassini (XVIIIe siècle), la carte d'état-major (1820-1866) et les cartes ou photos aériennes de l'IGN pour la période actuelle (1950 à aujourd'hui).

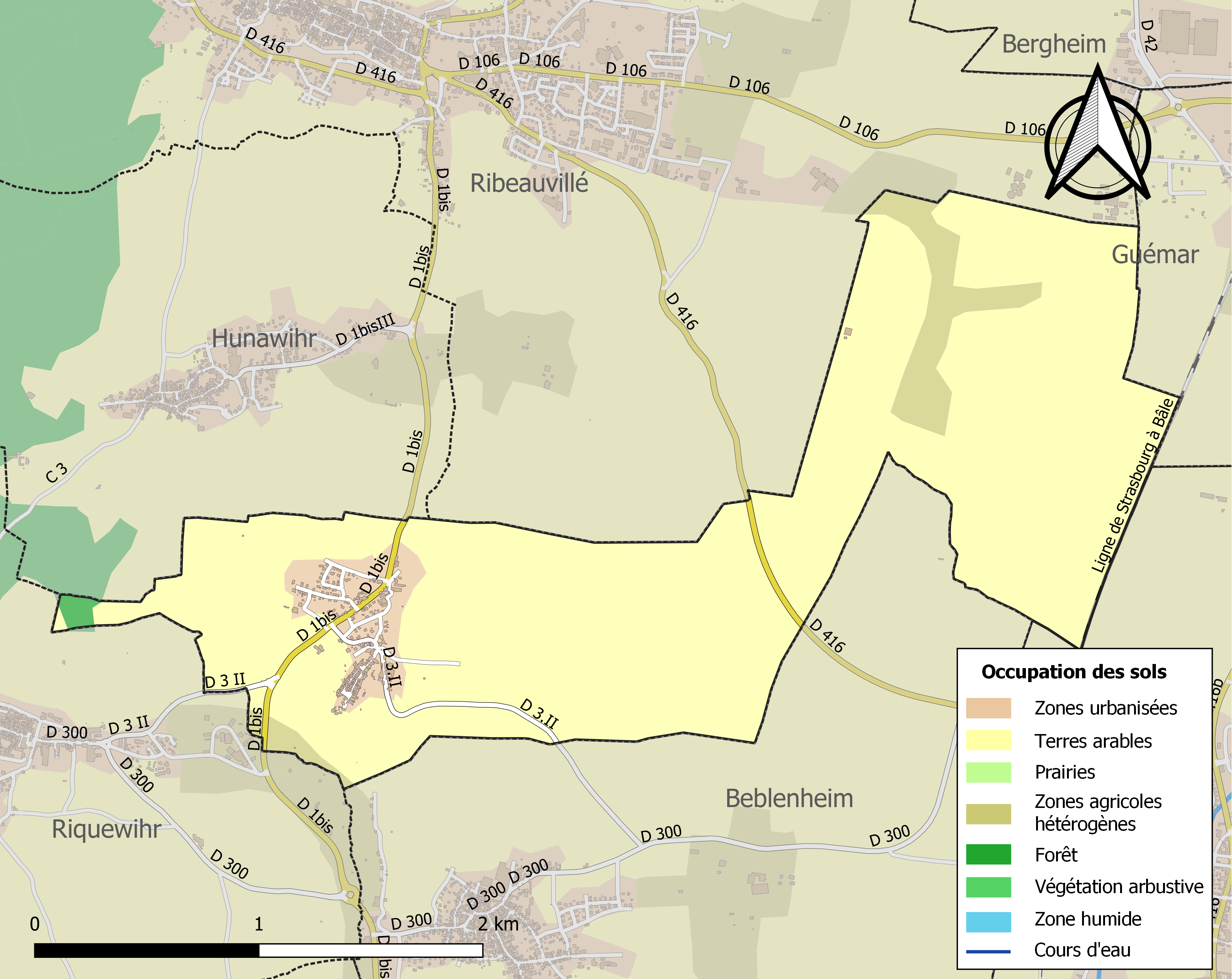
Carte des infrastructures et de l'occupation des sols de la commune en 2018 (CLC).

## Histoire
Les terres où s'élève aujourd'hui le village de Zellenberg sont occupées depuis 564 par des peuplades d'Alémanie. Le village est fondé au Xe siècle par les moines de l'abbaye de Luxeuil qui y installent une chapelle. Il est  doté de fortifications plus tard, dont il existe peu de vestiges. Zellenberg doit donc son origine et son nom à la cellule d'un ermite, qui fut remplacé au XIIIe siècle par un château.
En 1252, Gunther de Horbourg fit construire un château fort sur une colline permettant ainsi d'envoyer des signaux vers les châteaux des alentours (Trois châteaux, le Hohnack près de Labaroche, le Haut-Koenigsbourg et aussi le Hohlandsbourg).
Fief de l'évêché de Strasbourg, Zellenberg fait partie de la seigneurie de Horbourg-Riquewihr. Quelques années plus tard, Jean-le-Tardif, dernier héritier des Horbourg, ayant voulu se maintenir à Zellenberg, attira devant ses murs les troupes de l'évêché, qui y pénétrèrent après quelques jours de siège, sous la conduite du prévôt épiscopal de Rouffach.
Durant le XIVe siècle on comptait non seulement un château à Zellenberg, mais un bourg, et au pied de la colline un village, castrum, oppidum, villa, telles sont les désignations du traité rapporté par Albert de Strasbourg et par lequel le comte de Wurtemberg s'engagea à céder cette partie de la seigneurie de Riquewihr à l'évêque Berthold. La localité passe ensuite, vers 1325 aux comtes de Wurtemberg.
L'évêque de Strasbourg s'empare du village dès 1329 et le donne en gage aux sires de Ribeaupierre. La localité, qui comprend également les villages de Bennwihr, Houssen et Wihr-en-Plaine, reste aux mains de cette famille jusqu'à la Révolution. Près de Zellenberg existait Altenheim, détruit au commencement du XIIIe siècle. Le territoire de ce village a été partagé entre Beblenheim et Zellenberg, cependant les habitants en ont été pour la plupart transportés à Zellenberg. Du temps de l'historien Schoepflin, on voyait encore la fontaine, indice d'anciennes habitations. Un renouvellement des restes de la cour franche de Zellenberg de 1568 appelle ce territoire le ban commun.
À la Révolution, le château qui est déjà en ruines, est complètement démoli et les pierres sont vendus à un tuilier de Ribeauvillé comme bien national. Des anciennes fortifications, il ne reste plus que deux tours d'angle dont l'une porte un nid de cigogne.
Le 19 décembre 1944, deux semaines après la Libération par les troupes américaines, un incendie détruit sept maisons. Avec le relogement de ses habitants, Zellenberg s'agrandit beaucoup en dehors de l'ancien bourg. L'activité principale de la localité est la viticulture.

### Origine du nom
De Zelle, qui signifie ermitage, et Berg, qui signifie colline.

### Héraldique
| Blason de Zellenberg | Les armes de Zellenberg se blasonnent ainsi : « D'argent à l'écusson d'azur chargé d'un mont de trois coupeaux d'or accompagné de trois merlettes de sable. » |

Le blason est représenté par trois merlettes dont la signification est inconnue. Le mont d'or dans l'écusson bleu signifie Berg.

## Politique et administration

### Budget et fiscalité 2015
En 2015, le budget de la commune était constitué ainsi :
- total des produits de fonctionnement : 397 000 euros, soit 1 066 euros par habitant ;
- total des charges de fonctionnement : 307 000 euros, soit 826 euros par habitant ;
- total des ressources d’investissement : 139 000 euros, soit 372 euros par habitant ;
- total des emplois d’investissement : 198 000 euros, soit 531 euros par habitant.
- endettement : 601 000 euros, soit 1 615 euros par habitant.

Avec les taux de fiscalité suivants :
- taxe d’habitation : 17,59 % ;
- taxe foncière sur les propriétés bâties : 10,55 % ;
- taxe foncière sur les propriétés non bâties : 57,94 % ;
- taxe additionnelle à la taxe foncière sur les propriétés non bâties : 50,60 % ;
- cotisation foncière des entreprises : 25,50 %.

### Liste des maires
| Période         | Période         | Identité              | Étiquette | Qualité     |
| --------------- | --------------- | --------------------- | --------- | ----------- |
| 1945            | 1959            | Joseph Becker         |           |             |
| 1959            | 1965            | Paul Welterlin        |           |             |
| 1965            | 1971            | Pierre Windholtz      |           |             |
| 1971            | 1973            | Fernand Fuchs         |           |             |
| 1973            | 1981            | Louis Richert         |           |             |
| 1981            | 1995            | Jean-Jacques Becker   |           | Viticulteur |
| 1995            | mars 2001       | José Eblin            |           | Viticulteur |
| mars 2001       | mars 2008       | Hermine Monetti       |           |             |
| mars 2008       | mars 2014       | Jean-Marie Lechleiter |           |             |
| mars 2014       | 03 juillet 2020 | Jean-Claude Caspard   |           |             |
| 03 juillet 2020 | En cours        | Christian Keller      |           |             |

### Tendances politiques et résultats
Le résultat de l'élection présidentielle de 2012 dans cette commune est le suivant :
| Candidat       | Candidat                    | Premier tour | Premier tour | Second tour | Second tour |
| Candidat       | Candidat                    | Voix         | %            | Voix        | %           |
| -------------- | --------------------------- | ------------ | ------------ | ----------- | ----------- |
|                | Eva Joly (EÉLV)             | 15           | 5,49         |             |             |
|                | Marine Le Pen (FN)          | 38           | 13,92        |             |             |
|                | Nicolas Sarkozy (UMP)       | 128          | 46,89        | 197         | 75,77       |
|                | Jean-Luc Mélenchon (FG)     | 11           | 4,03         |             |             |
|                | Philippe Poutou (NPA)       | 2            | 0,73         |             |             |
|                | Nathalie Arthaud (LO)       | 0            | 0,00         |             |             |
|                | Jacques Cheminade (SP)      | 0            | 0,00         |             |             |
|                | François Bayrou (MoDem)     | 42           | 15,38        |             |             |
|                | Nicolas Dupont-Aignan (DLR) | 4            | 1,47         |             |             |
|                | François Hollande (PS)      | 33           | 12,09        | 63          | 24,23       |
|                |                             |              |              |             |             |
| Inscrits       | Inscrits                    | 327          | 100,00       | 327         | 100,00      |
| Abstentions    | Abstentions                 | 50           | 15,29        | 58          | 17,74       |
| Votants        | Votants                     | 277          | 84,71        | 269         | 82,26       |
| Blancs et nuls | Blancs et nuls              | 4            | 1,44         | 9           | 3,35        |
| Exprimés       | Exprimés                    | 273          | 98,56        | 260         | 96,65       |

Le résultat de l'élection présidentielle de 2017 dans cette commune est le suivant :
| Candidat    | Candidat                    | Premier tour | Premier tour | Deuxième tour | Deuxième tour |  |
| Candidat    | Candidat                    | %            | Voix         | %             | Voix          |  |
| ----------- | --------------------------- | ------------ | ------------ | ------------- | ------------- |  |
|             | Nicolas Dupont-Aignan (DLF) | 8,20         | 20           |               |               |  |
|             | Marine Le Pen (FN)          | 18,03        | 44           | 33,64         | 73            |  |
|             | Emmanuel Macron (EM)        | 22,54        | 55           | 66,36         | 144           |  |
|             | Benoît Hamon (PS)           | 2,87         | 7            |               |               |  |
|             | Nathalie Arthaud (LO)       | 2,05         | 5            |               |               |  |
|             | Philippe Poutou (NPA)       | 0,41         | 1            |               |               |  |
|             | Jacques Cheminade (SP)      | 0,00         | 0            |               |               |  |
|             | Jean Lassalle (RES)         | 1,64         | 4            |               |               |  |
|             | Jean-Luc Mélenchon (LFI)    | 10,66        | 26           |               |               |  |
|             | François Asselineau (UPR)   | 0,00         | 0            |               |               |  |
|             | François Fillon (LR)        | 33,61        | 82           |               |               |  |
|             |                             |              |              |               |               |  |
| Inscrits    | Inscrits                    | 302          | 100,00       | 302           | 100,00        |  |
| Abstentions | Abstentions                 | 52           | 17,22        | 56            | 18,54         |  |
| Votants     | Votants                     | 250          | 82,78        | 246           | 81,46         |  |
| Blancs      | Blancs                      | 4            | 1,60         | 24            | 9,76          |  |
| Nuls        | Nuls                        | 2            | 0,80         | 5             | 2,03          |  |
| Exprimés    | Exprimés                    | 244          | 97,60        | 217           | 88,21         |  |

## Démographie
L'évolution du nombre d'habitants est connue à travers les recensements de la population effectués dans la commune depuis 1793. Pour les communes de moins de 10 000 habitants, une enquête de recensement portant sur toute la population est réalisée tous les cinq ans, les populations de référence des années intermédiaires étant quant à elles estimées par interpolation ou extrapolation. Pour la commune, le premier recensement exhaustif entrant dans le cadre du nouveau dispositif a été réalisé en 2005.

En 2022, la commune comptait 323 habitants, en évolution de −1,22 % par rapport à 2016 (Haut-Rhin : +0,66 %, France hors Mayotte : +2,11 %).
| 1793 | 1800 | 1806 | 1821 | 1831 | 1836 | 1841 | 1846 | 1851 |
| ---- | ---- | ---- | ---- | ---- | ---- | ---- | ---- | ---- |
| 430  | 384  | 421  | 463  | 468  | 463  | 436  | 459  | 448  |

| 1856 | 1861 | 1866 | 1871 | 1875 | 1880 | 1885 | 1890 | 1895 |
| ---- | ---- | ---- | ---- | ---- | ---- | ---- | ---- | ---- |
| 476  | 477  | 465  | 406  | 353  | 345  | 385  | 392  | 409  |

| 1900 | 1905 | 1910 | 1921 | 1926 | 1931 | 1936 | 1946 | 1954 |
| ---- | ---- | ---- | ---- | ---- | ---- | ---- | ---- | ---- |
| 412  | 350  | 325  | 289  | 278  | 315  | 306  | 317  | 310  |

| 1962 | 1968 | 1975 | 1982 | 1990 | 1999 | 2005 | 2006 | 2010 |
| ---- | ---- | ---- | ---- | ---- | ---- | ---- | ---- | ---- |
| 304  | 311  | 327  | 354  | 343  | 391  | 397  | 394  | 369  |

| 2015 | 2020 | 2022 | - | - | - | - | - | - |
| ---- | ---- | ---- | - | - | - | - | - | - |
| 333  | 319  | 323  | - | - | - | - | - | - |

## Lieux et monuments

### Église Saint-Ulrich

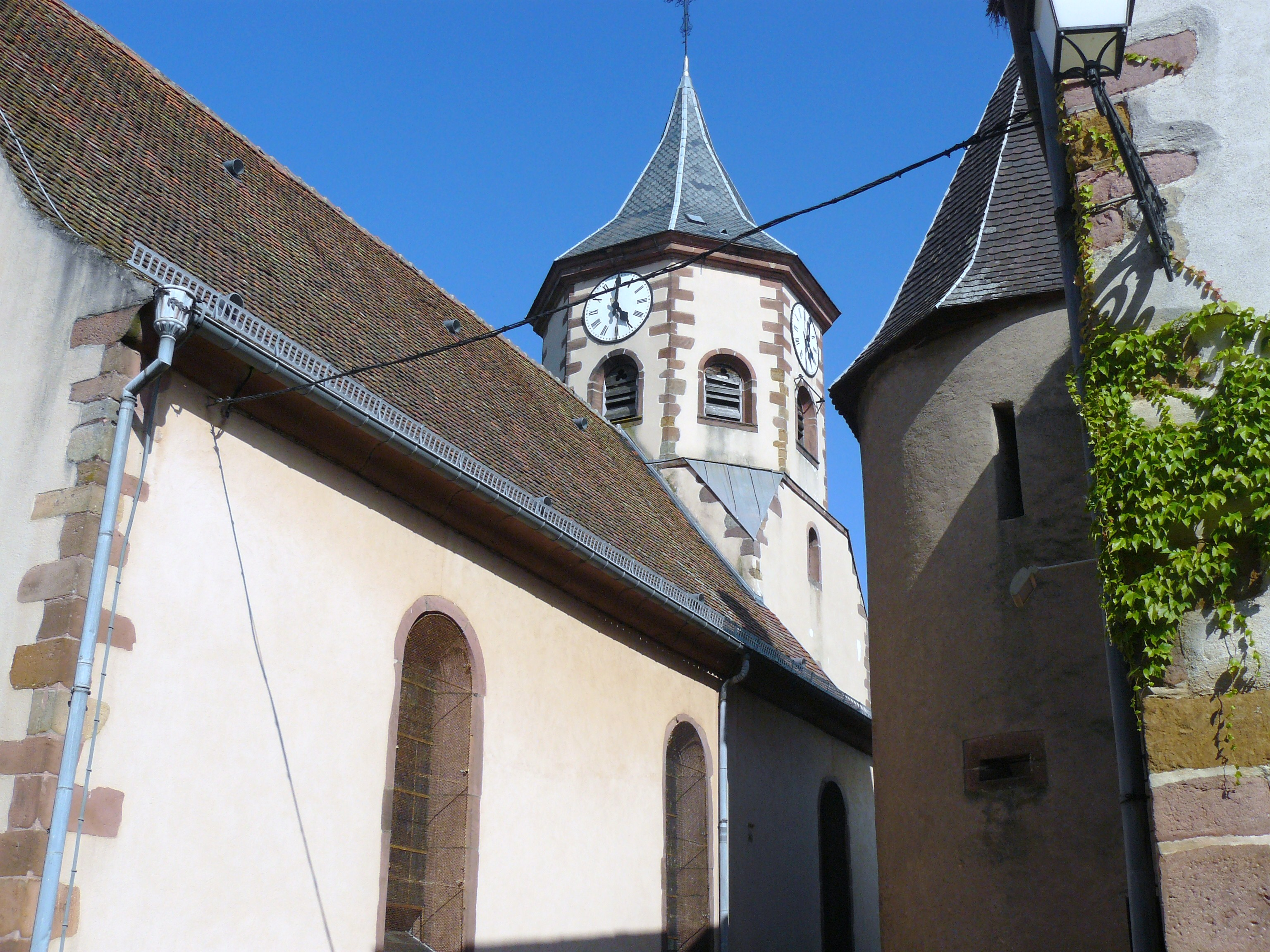
Église Saint-Ulrich.

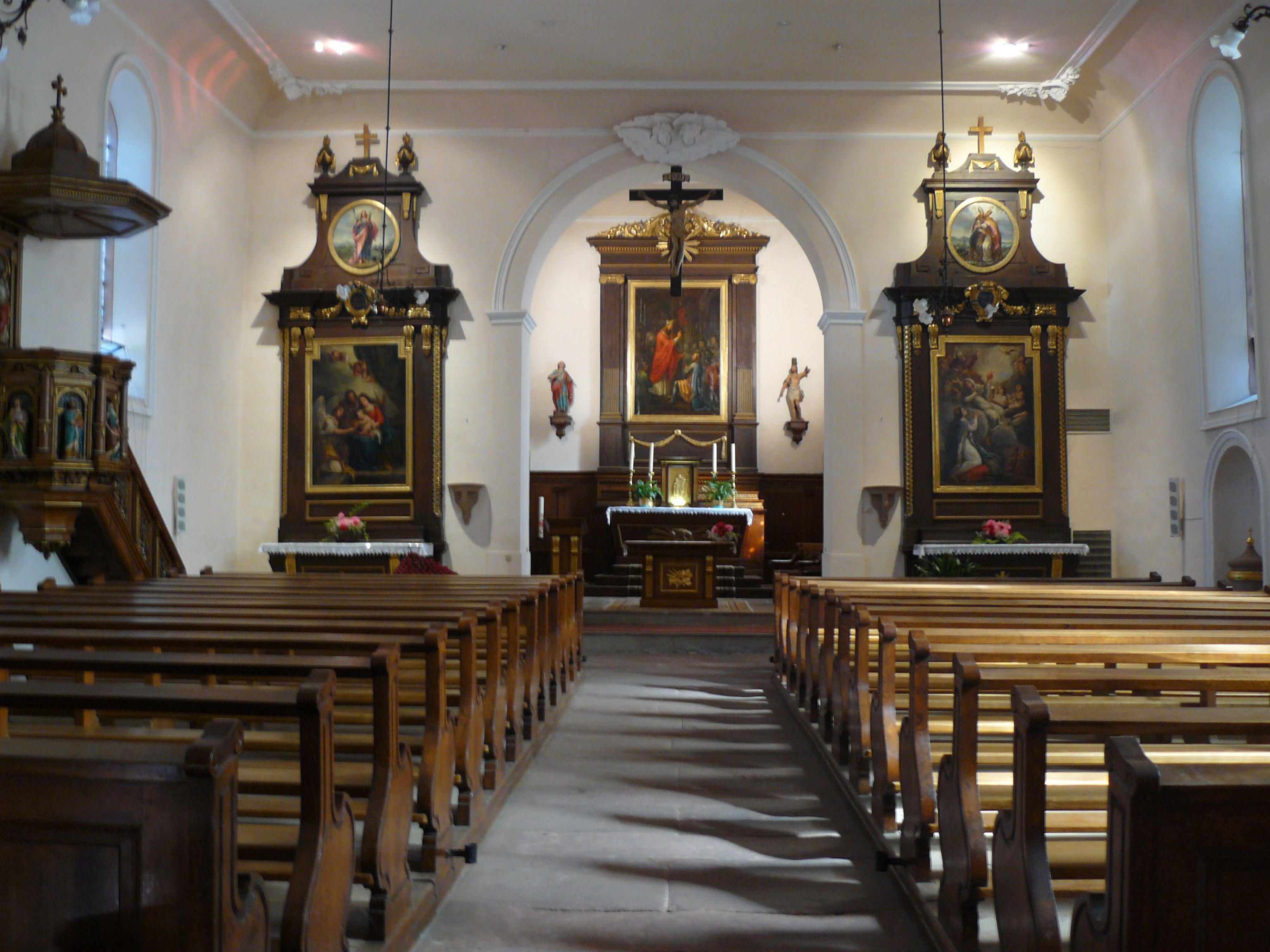
La nef de l'église Saint-Ulrich et le maître-autel surmonté d'un tableau représentant Otton Ier à la veille de la bataille du Lechfeld en 955 qu'il doit livrer contre les Magyares.

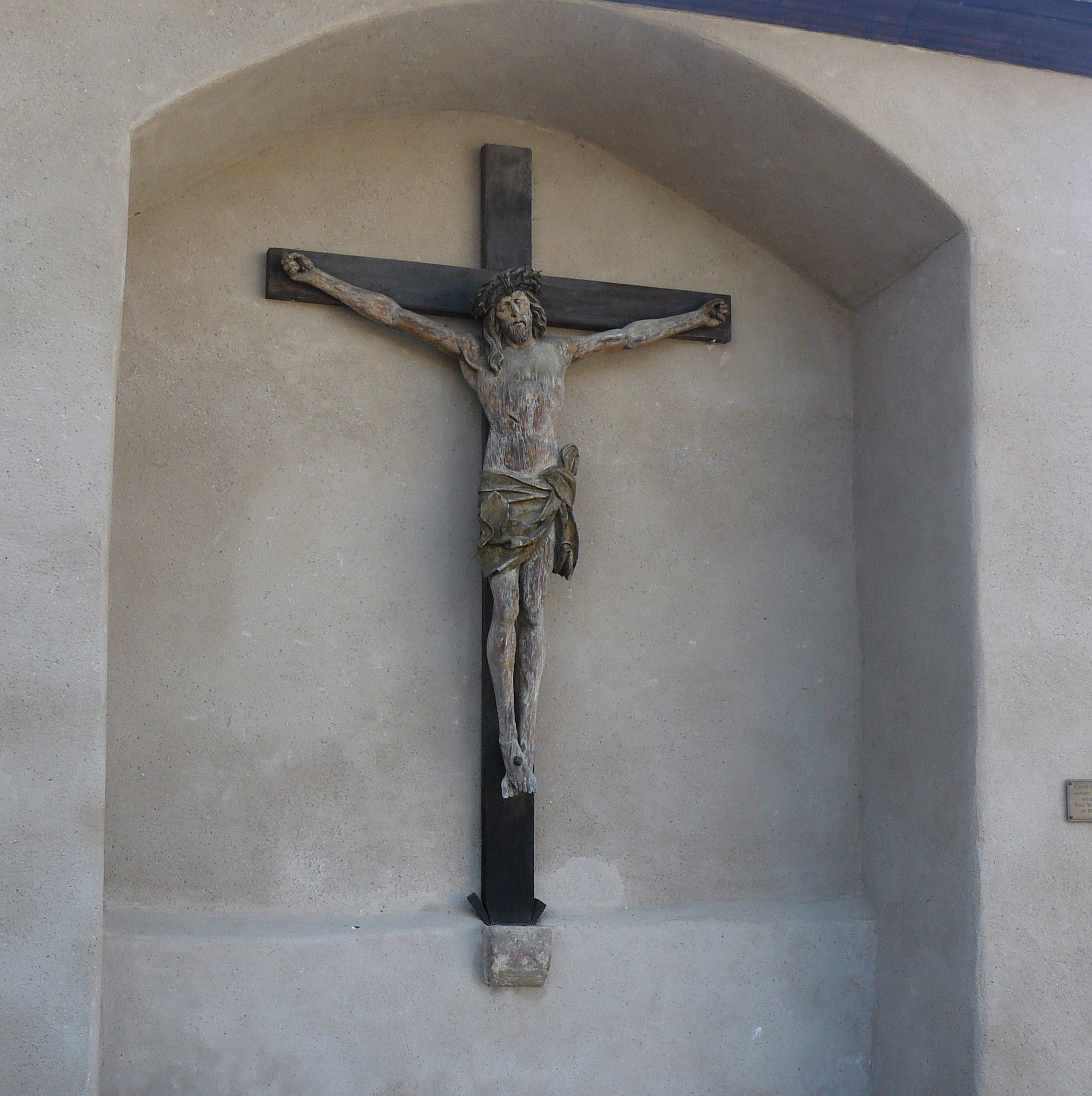
Attribué à Paul Windecker, Crucifix (1508).

Sur un terrain de remblai près du fossé comblé des remparts, cet édifice remplace une ancienne église qui remonterait à 723. L'emplacement est instable, ce qui provoque régulièrement des fissures difficiles à maîtriser. Le clocher octogonal avec ses huit ouvertures n'est pas très élevé, mais il donne un cachet particulier à la localité. L'église est dédiée à Saint-Ulrich, évêque d'Augsbourg (fête patronale le 1er dimanche de juillet). Le maître-autel est surmonté d'un tableau représentant le patron de la paroisse bénissant l'empereur Otton Ier et ses chevaliers, à la veille de la bataille du Lechfeld (955) où il écrasa les troupes magyares. Saint-Ulrich meurt en 973 à l'âge de 80 ans. Le pape Jean XV le canonisa en 993 au concile de Latran.
Des travaux importants ont été réalisés sur l'édifice dans les années 1950, 1970, 1980 et 1990, notamment par la consolidation de la façade nord, traitement des lézardes intérieures et extérieures, étanchéité de la flèche du clocher. La sacristie, entièrement reconstruite en 1859 à l'est de la tour, a fait l'objet d'importants travaux de réhabilitation intérieure et extérieure (en 2000). En effet, le bâtiment menaçait de s'effondrer vers le nord-est, provoquant d'énormes lézardes et fissures qu'il était urgent de colmater.

### Clocher
Le clocher renferme une des plus vieilles cloches d'Alsace (1410),. D'une hauteur de 1,29 m et d'un diamètre de 1,17 m, elle pèse 1 122 kg. Portant une fêlure de 38 cm, la cloche a été réparée en 1903. Les deux autres cloches datent de 1921 et remplacent celles réquisitionnées par les Allemands en 1917.

### Orgue
L'orgue de 1841 de Valentin Rinckenbach,.

### Pietà duXVesiècle
Dans une niche, à droite, se trouve une pietà du XVe siècle, représentant la Vierge avec son fils crucifié sur les genoux, œuvre d'Eins Vesperbild. C'est la plus précieuse et la plus ancienne œuvre d'art de l'église Saint-Ulrich.

### Tour  d'angle nord-est (1315)
Le plan du bourg étant rectangulaire, une tour s'imposait à chacun des angles. Celle du nord-est garde son aspect initial avec son toit conique. Sur la pointe, le nid de cigogne est habité chaque année. Cette tour est propriété communale (IMH 1997). À proximité de cette tour se trouvaient plusieurs bâtiments communaux, dont le fournil, en fonction entre 1490 et 1694, situé 14, rue du Schlossberg, qui est l'un des bâtiments les plus anciens du village et le poêle communal (10, rue du Schlossberg), où le conseil municipal composé d'un prévôt et de trois à cinq conseillers, traitaient les affaires administratives et financières et rendait la justice.

### Tour d'angle sud-est (1315-1992)
Les tours d'angle du côté ouest n'existaient plus en 1640 sur la gravure Mérian. mais la tour sud-ouest est restée en place, hormis le toit conique qui a été restauré et rehaussé en 1992 par son propriétaire (IMH 1997).

### Maison de la Tichkeva (1785)
Cette maison fut construite par François Antoine Muller, un maître perruquier parti exercé sa profession à Moscou au XVIIIe siècle, à son retour de Russie. Il avait épousé une russe, Eudokia Anna Tichkewa, qui donna son nom au bâtiment. François Antoine Muller fut également le premier maire du village, après la Révolution française.

### Maison du greffier du Bailliage (XVIIesiècle)
À partir de 1653, Caspar Rentz était chargé en tant que greffier du bailliage d'élaborer les actes notariés du bailliage de Zellenberg. À la restauration du bâtiment, une balance, symbole de la justice, a été sculptée sur le linteau du porche.

### Mairie-presbytère (XVIIIesiècle)
Ce bâtiment, construit sur l'enceinte fortifiée, a eu plusieurs fonctions : hôpital à la fin du XVe siècle, il devint au XVIIe siècle le presbytère paroissial. À la Révolution, il est acheté par une famille de vignerons avant de redevenir un presbytère en 1912. Depuis 1994, le bâtiment abrite également la mairie.

### Fontaine duXVIIIesiècle

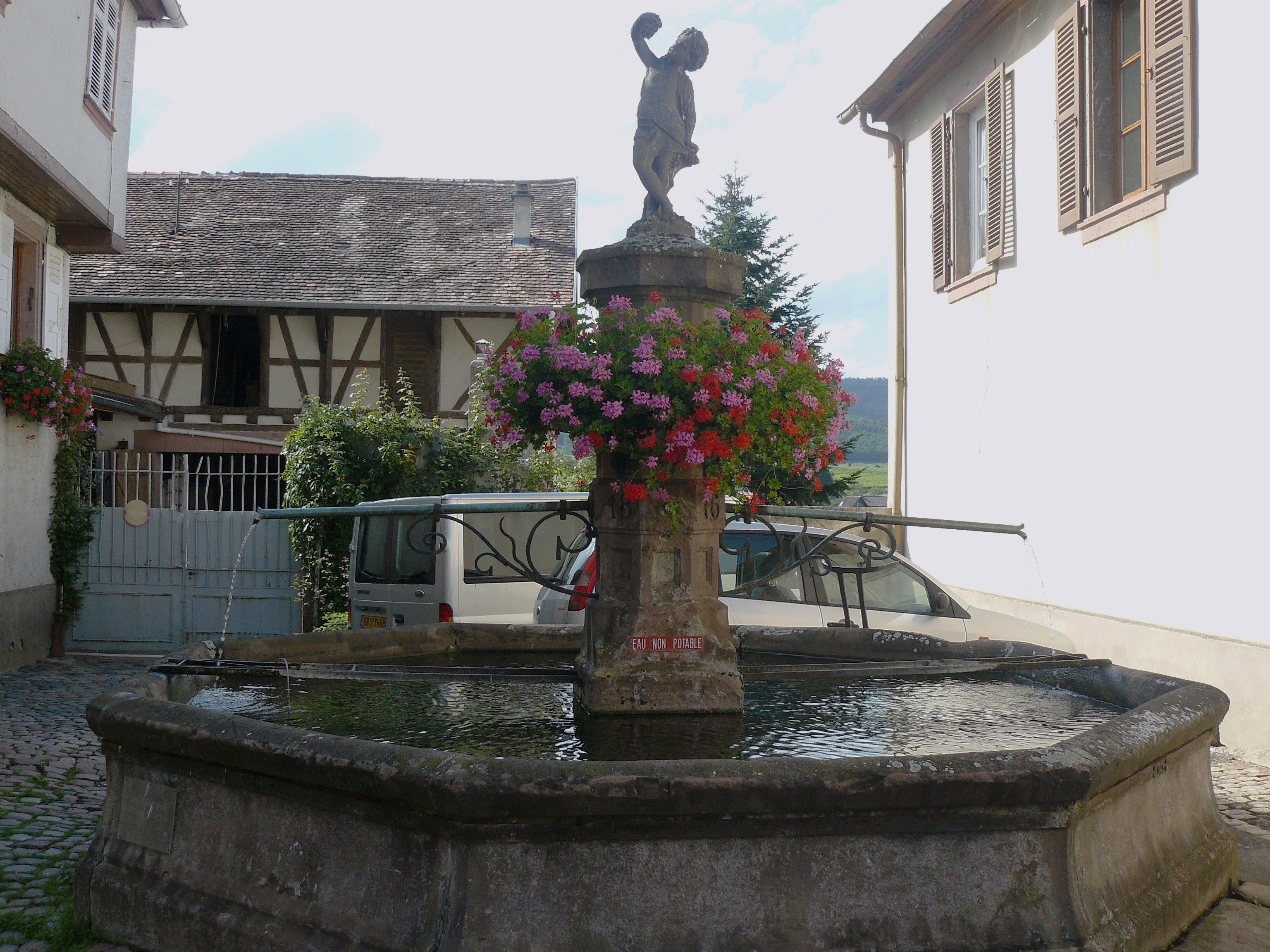
Fontaine du XVIIIe siècle.

Cette fontaine en grès est la plus ancienne du village. Une statuette posée sur la fontaine représente le dieu Bacchus tenant la grappe de raisin. La fontaine a été restaurée en 1876.

## Personnalités liées à la commune
- Matthäus Merian (1593-1650), artiste et cartographe bâlois ayant gravé plusieurs vues du village vers le milieu du XVIIe siècle, dans le cadre de sa Topographia Germaniae.
- René Rœckel (1909-1944), résistant durant la Seconde Guerre mondiale, natif du village et fusillé au mont Valérien. Une plaque apposée par la ville commémore sa mémoire[38].

Vues de Zellenberg
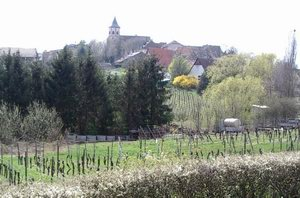
Zellenberg, Haut-Rhin, France.
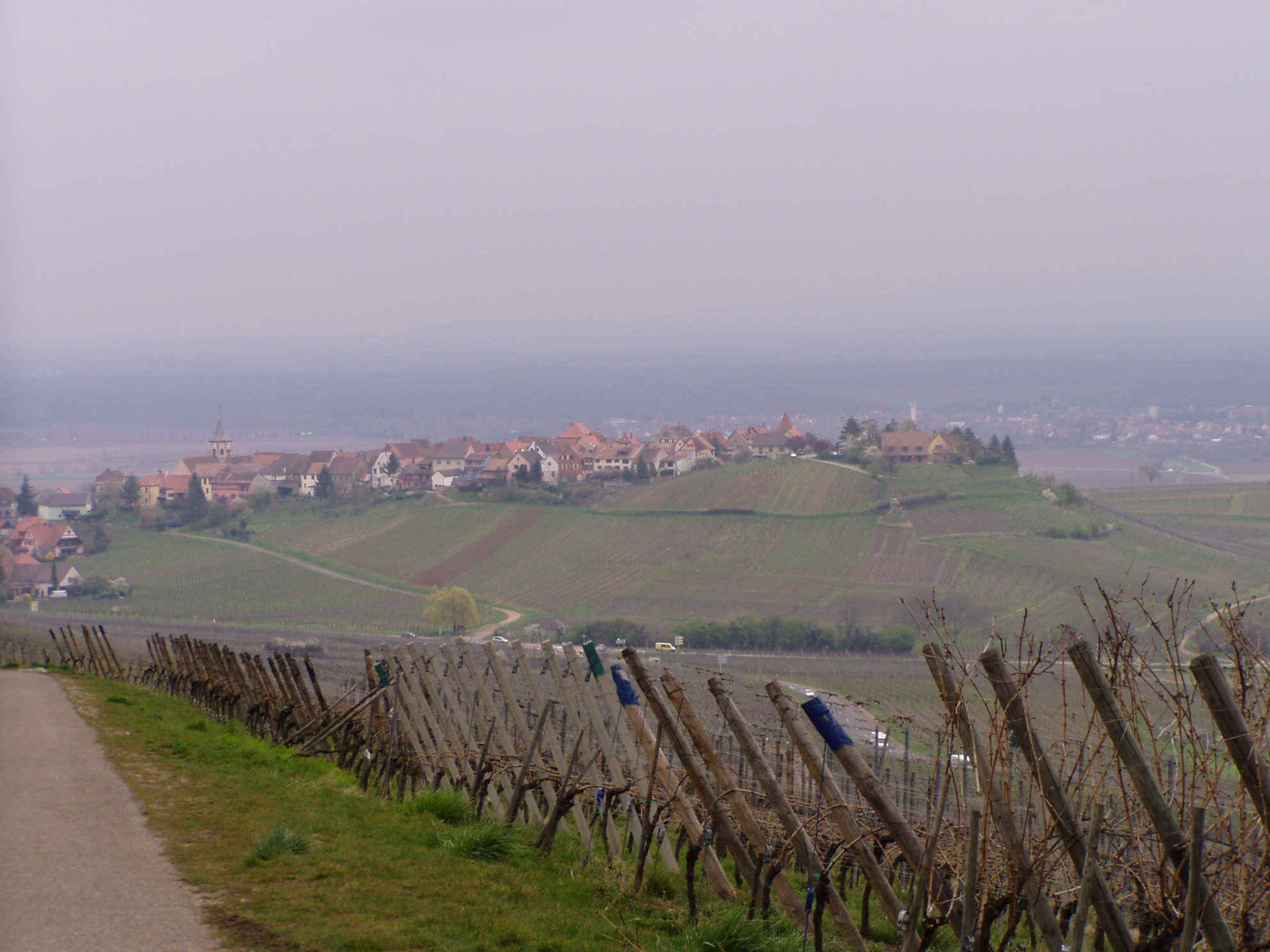
Les vignobles autour de Zellenberg.
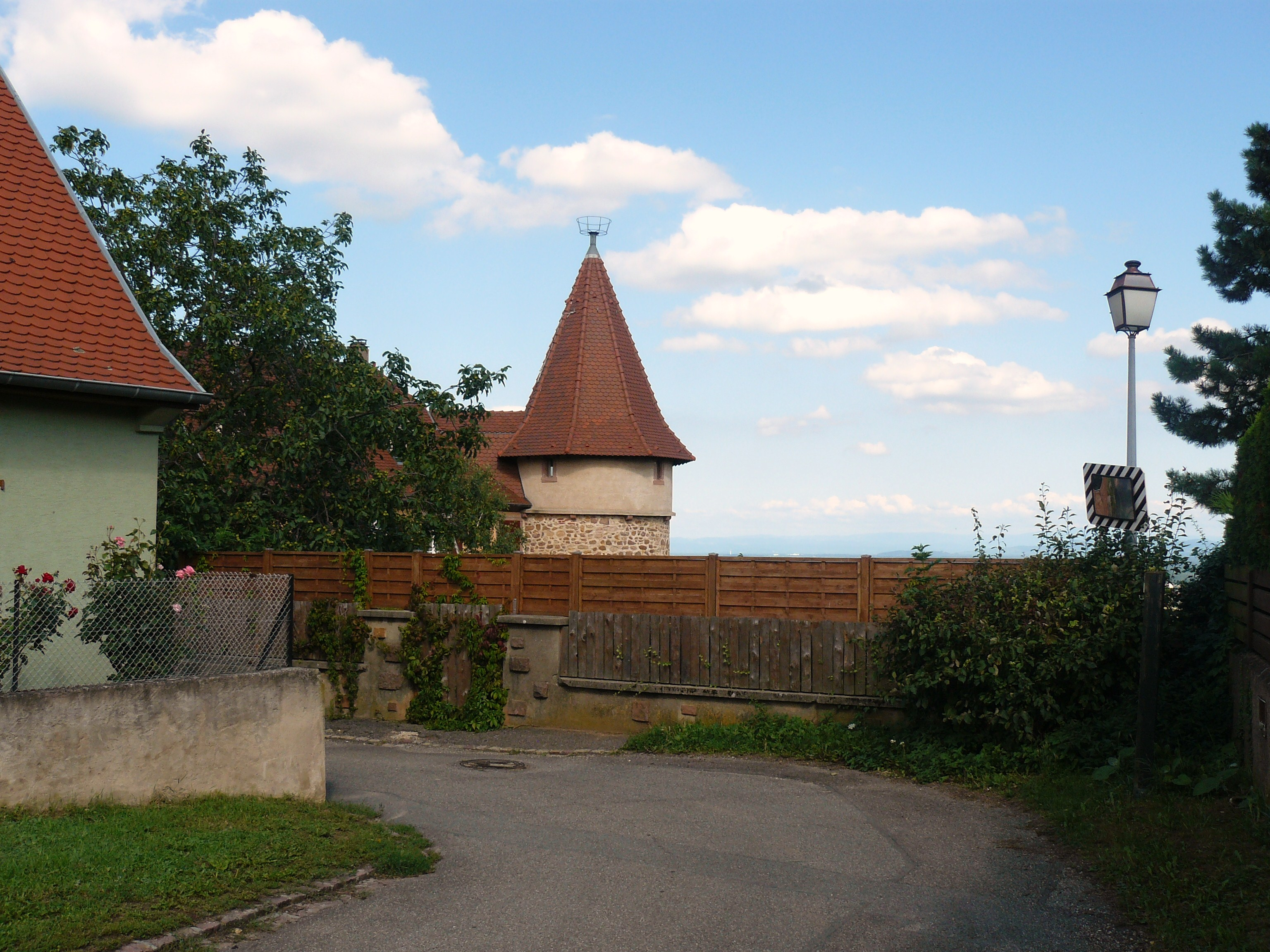
Emplacement du château (1252-1820).
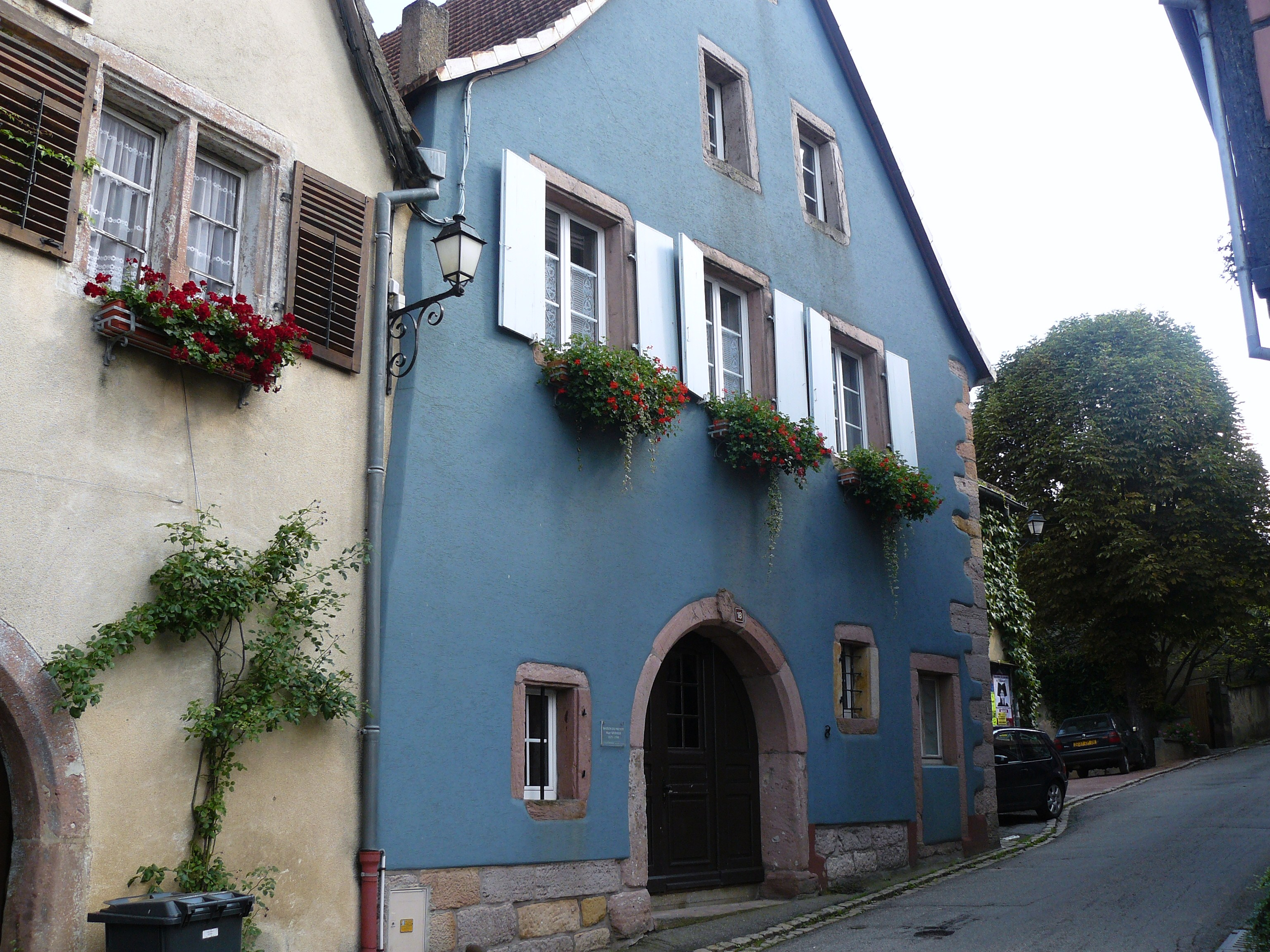
Maison du prévôt Marc Wernier (1675-1640)[39].
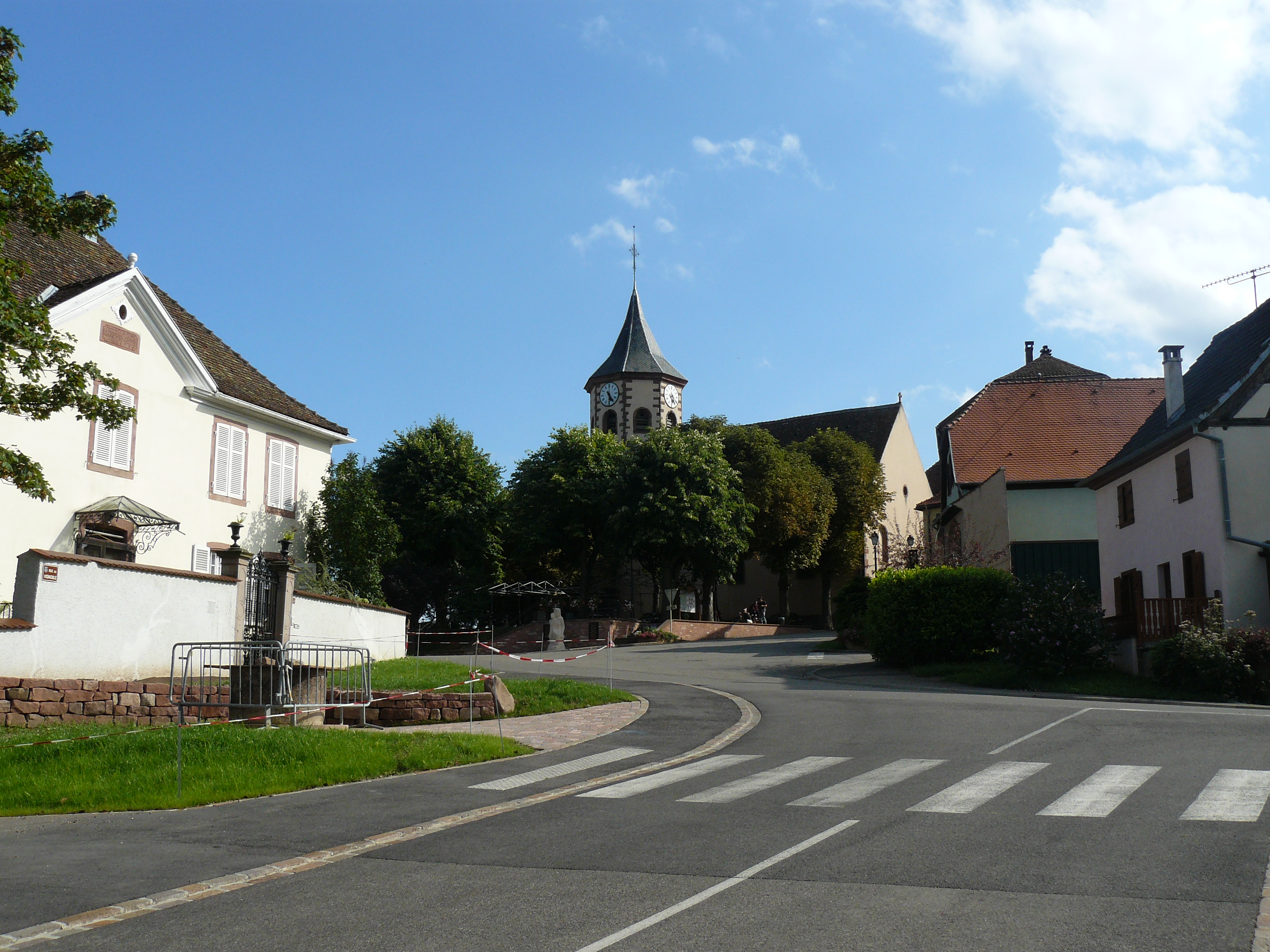
Le centre du village et la place de l'église.
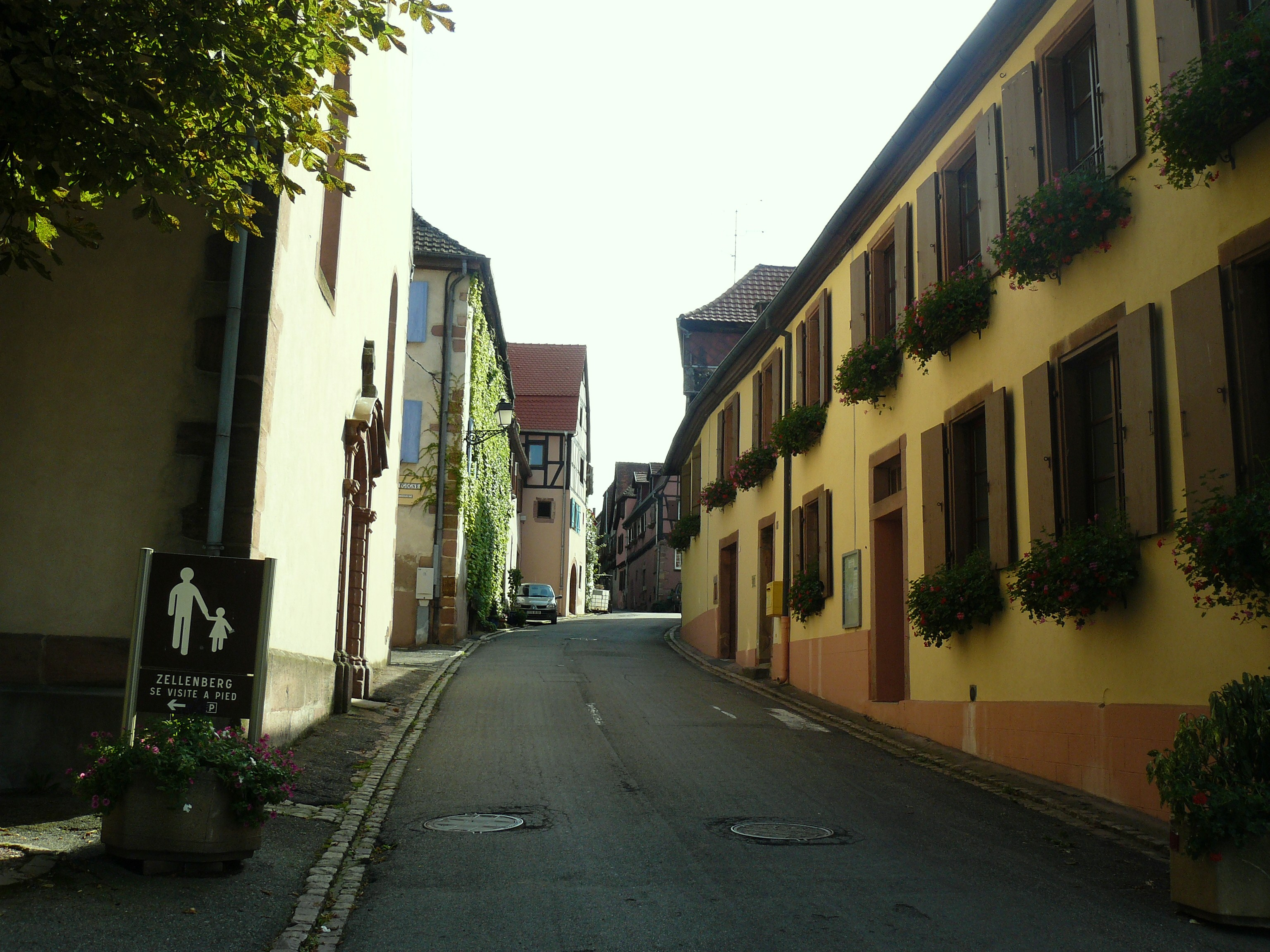
La rue du Schlossberg.
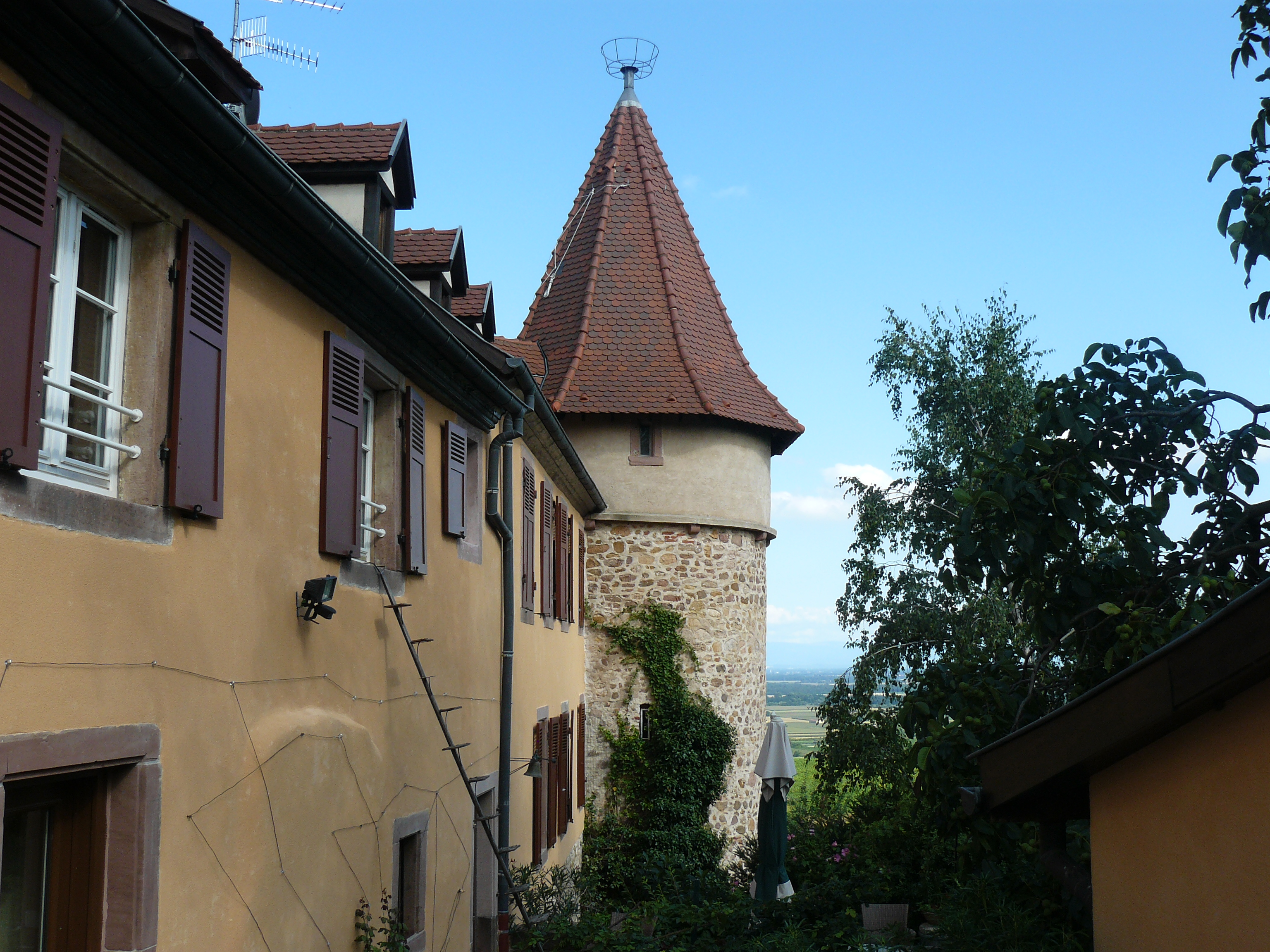
Tour d'angle Sud-Est du mur d'enceinte[40],[41].